# Rino Tami
Rino Tami (Monteggio, 7 agosto 1908 – Lugano, 15 marzo 1994) è stato un architetto svizzero.

## Biografia
Nasce a Lisora, frazione del Comune di Monteggio. Frequenta il liceo di Lugano, poi la scuola superiore di architettura di Roma (1927-1929) e il Politecnico federale di Zurigo nel biennio 1934-1935, allievo di Otto Rudolf Salvisberg.
Nel 1934 si associa al fratello Carlo, dando luogo a un sodalizio professionale che si protrarrà sino al 1953, anno in cui Rino e Carlo decidono di lavorare autonomamente.
Nel 1936 realizza la sua prima opera, la chiesa del Sacro Cuore a Bellinzona.

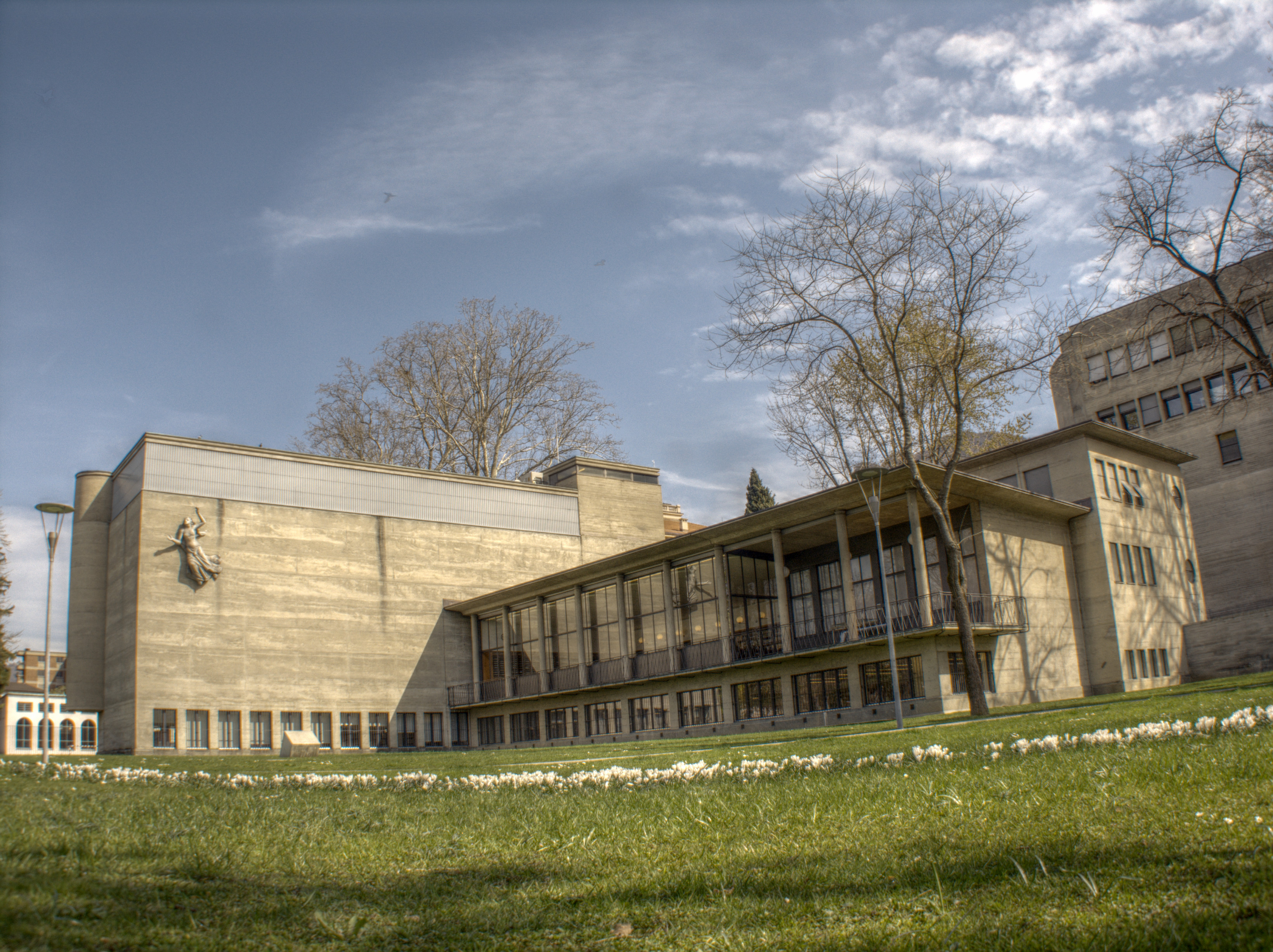
La biblioteca cantonale vista dal parco Ciani

Tra le altre opere: la Biblioteca cantonale di Lugano, del 1940, il deposito dell'Usego a Bironico del 1950), il Palazzo Corso a Lugano con sala cinematografica del 1956 e la Casa di vacanza a Maroggia del 1957, la sede della Radio svizzera di lingua italiana a Lugano-Besso 1964.
Dal 1960 al 1983 assume l'incarico di consulente per l'estetica delle opere autostradali, occupandosi tra l'altro dei portali delle gallerie di Melide e Grancia negli anni 1968-1970 e del San Gottardo ad Airolo nel 1980.

## Principali opere
- 1936 - Chiesa del Sacro Cuore - via Varrone, Bellinzona (in collaborazione con Carlo Tami)
- 1940 - Biblioteca Cantonale - Parco civico, Lugano[3]
- 1942 - Casa d'appartamenti - via Trevano, Lugano[3]
- 1950 - Magazzini Usego - via Cantonale, Bironico
- 1952 - Casa d'appartamenti Solatia - via Motta 28, Lugano (in collaborazione con Carlo Tami)
- 1953 - Deposito Maggia S.A., Avegno Gordevio
- 1954 - Cinema Corso - via Pioda, Lugano[3]
- 1954 - Palazzo delle Dogane - via Pioda, Lugano
- 1955 - Deposito dell'azienda elettrica OFIMA - Strada Vallemaggia, Avegno Gordevio
- 1957 - Casa Torre - viale Castagnola, Lugano
- 1961 - Case Erreti - via Noale n. 11, Sorengo
- 1962/1966 - Sede bancaria UBS - Contrada di Verla, Lugano
- 1963 - Palazzo Larima - via Paradiso, Sorengo[3]
- 1963/1980 - Tunnel dell'autostrada A2, Melide
- 1967/1971 - La Posta Centrale telefonica ed autorimessa - via della Posta, Giubiasco
- 1973 - Ampliamento della Biblioteca Cantonale - Via Cattaneo, Parco Ciani, Lugano (in collaborazione con Carlo Tami)
- 1976 - Chiesa di Cristo Risorto - Via Trevano, Lugano[3]
- 1978 - Piscina coperta della città di Lugano - viale Giacomo e Filippo Ciani angolo viale Castagnola, Lugano [3]

## Archivio
Il fondo Rino Tami è conservato presso l'Archivio del Moderno, Mendrisio (Svizzera).